# Condado de Wayne (Pensilvânia)
O Condado de Wayne é um dos 67 condados do Estado americano da Pensilvânia. A sede do condado é Honesdale, e sua maior cidade é Honesdale. O condado possui uma área de 1 944 km²(dos quais 55 km² estão cobertos por água), uma população de 47 722 habitantes, e uma densidade populacional de 25 hab/km² (segundo o censo nacional de 2000). O condado foi fundado em 21 de março de 1798.